# 전명운
전명운(田明雲, 1884년 6월 25일∼1947년 11월 19일)은 한국의 독립운동가이다. 아호는 죽암(竹嵒)이며 본관은 담양(潭陽)이다.

## 생애 초기
한성부(현 서울특별시) 출생이며 전성근의 아들이다. 전명운이 어릴 때 부모는 사망했고 맏형 집에서 자랐다. 1898년 독립협회의 만민공동회를 참관한 이후 신학문에 대한 필요를 느껴 한성학교에 입학하여 2년간 수학하였다. 이후 미국 유학을 결심하고 1903년 하와이로 떠났고 학비 마련을 위해 농장에서 일하다가 1904년 샌프란시스코로 이주했다. 미국 본토에서도 학비와 생활비를 모으기 위해 철도 공사장 등에서 노동을 하였다. 

## 독립운동
1905년 안창호 등이 조직한 항일 민족운동 단체인 공립협회에 가입하여 청년회에서 활동을 하였다. 1908년 친일파 미국인으로 대한제국의 외부 고문을 맡고 있던 더럼 화이트 스티븐스가 귀국하여 일본의 보호가 한국에게 유익하며 한국인들도 환영하고 있다는 망언을 늘어놓자, 이 사실에 매우 격분하였다. 스티븐스의 망언은 샌프란시스코 지역 언론에 보도되었고, 공립협회는 대동보국회와 공동으로 항의를 위한 4인 대표단을 구성했으나, 스티븐스는 대표들의 항의에도 극언을 계속하다가 구타를 당하는 사건이 있었다.
이에 분노한 그는 스티븐스의 친일 발언 이틀 후인 3월 23일 샌프란시스코의 여객선 선착장에서 일본인 총영사와 함께 있는 스티븐스를 공격했고, 격투가 벌어지자 같은 목적에서 별도로 대기하던 장인환이 권총으로 스티븐스를 저격, 이틀 후인 3월 25일 절명하게 하는 중상을 입혔다. 그는 이때 장인환의 총격에 총상을 입고 장인환과 함께 구속되었으나, 공범 관계가 아님이 드러나 결국 증거 불충분으로 무죄 선고를 받고 풀려났다. 당시 교민들은 성금을 모아 네이던 코플란을 변호사로 선임했다. 이때 통역은 이승만에게 요청했으나 자신은 기독교인이라 살인범의 변호를 통역 할 수 없다는 이유로 거절함에 따라 유학생이던 신흥우가 맡았다.

말년의 전명운 가족.

그는 장인환의 재판이 진행되는 동안 블라디보스토크로 잠시 이주했다가 다시 샌프란시스코로 귀환, 그 곳에서 맥 필즈(Mack Fields)라는 이름으로 개명하고 1920년 결혼, 귀화하였다. 

## 사망
말년은 로스앤젤레스에서 세탁소를 운영하며 어렵게 생계를 꾸려 나갔다.
1947년 11월 19일 로스앤젤레스에서 심장병으로 생애를 마쳤다. 

## 사후
1962년 건국훈장 대통령장이 추서되었다.

## 가족
- 부인 : 조순희(?~ 1981)
- 딸 : 전경용[2](田敬英, 1924 ~ 2020.5.25)

## 같이 보기
- 장인환
- 더럼 스티븐스
- 독립유공자로 대통령장을 수여받은 사람

## 참고 자료
- 전명운 : 독립유공자 공훈록 - 국가보훈처
- 대한민국 국가보훈처, 이 달의 독립 운동가 상세자료 - 전명운, 1996년
- 정제우, 〈竹嵒 田明雲 硏究〉,《한국독립운동사연구》(독립기념관한국독립운동사연구소) 제10집, 225~261쪽, 1996년